# Jerko Marinić Kragić
Jerko Marinić Kragić (Spalato, 24 gennaio 1991) è un pallanuotista croato, attaccante dello Jadran Spalato.

## Carriera

### Club
Cresce nel Mornar, club croato con sede a Spalato, sua città natale. Dopo aver fatto tutta la trafila delle giovanili, esordisce in prima squadra in occasione del campionato 2007-08.
Si trasferisce per la prima volta nel 2015, quando passa al Posillipo. Dopo una sola stagione torna a Spalato, questa volta per giocare con la calottina dello Jadran.

### Nazionale
In carriera vanta un bronzo agli Europei juniores di Belgrado nel 2008 e l'oro ai Mondiali juniores di Sebenico 2009, dov'è risultato miglior realizzatore della propria nazionale. Ha esordito anche in nazionale maggiore ed è stato eletto miglior giocatore del Mornar per le stagioni 2013-14 e 2014-15. A livello senior ha conquistato un titolo mondiale ed un titolo europeo.

## Palmarès

### Giocatore

#### Club
- Kup Hrvatske: 1

Jadran Spalato: 2021-22
- Campionato croato: 3

Jadran Spalato: 2022-23, 2023-24, 2024-25
- Supercoppa di Croazia: 1

Jadran Spalato: 2023

### Nazionale
- Mondiali

Doha 2024: 
- Europei

Spalato 2022: 
- Campionati mondiali juniores

Sebenico 2009: 